# Амадей IV (граф Савойи)
Амадей IV Савойский (1195/1197 — лето 1253) — граф Савойи с 1233 до 1253, маркиз Италии с 1233 года. Старший сын Томаса I Савойского и Маргариты, дочери Гийома I Женевского.

## Биография

### Происхождение и юность
Дата рождения Амадея IV известна лишь примерно. Так Франческо Когнассо считал, что раз отец Амадея - Томас I Савойский достиг совершеннолетия (то есть 14-летия) лишь в 1191 году, то брак Томаса с Маргаритой мог реализован в 1194 году. И Амадей родится около 1195 года. Fondation for Medieval Genealogy датирует брак примерно 1196 годом, а появление Амадея 1197 годом. Мирослав Марек определял брак Томаса и Матильды 1195/1196 годом, а рождение Амадея 1197 годом. 
Амадей упомянут в грамотах его отца Томаса: впервые 5 марта 1200 года в хартии аббатству Сан-Марко, затем 8 ноября 1217 в хартии  аббатству Сен-Морис, в 1224 году в хартии с епископом Сьона. 
В 1215 году Амадей включён в Пиверонский договор Томаса Савойского с коммуной Верчелли, в 1224 году указан как участник в переговорах своего отца с коммуной Асти.
После того как император Фридрих II Штауфен назначил Томаса I имперским викарием и легатом Италии, Амадей был его представителем: в Иврее, в Савоне, в Альбенге.Genealogie-mittelalter писала, что Амадей представлял своего отца на Ривере, но в 1227 году после спора с генуэзцами был ими изгнан.
В этих и иных документах он фигурирует как старший сын.

### Начало правления
1/10 марта 1233 года Томас I Савойский умер. Томас оставил большую семью 14 детей были рождены в браке и было 4 внебрачных. Но из 8 сыновей родившихся в браке лишь трое Амадей, Гумберт (умер в 1223 году) и Аймон должны были стать феодалами, остальные 5 братьев (Гульельмо, Томас (II), Пьетро, Филипп, Бонифаций) готовились к церковной деятельности. Но сразу после смерти Томаса, его два сына Томас (II) и Пьетро заявили свои претензии на власть. 
В марте 1233 года Амадей IV стал графом Савойи и маркизом Италии Его брат Аймон был сеньором Шабле, но утверждал, что отец - Томас I оставил завещание в его пользу и требовал раздела домена. Аймона в этом споре поддержал Пьетро, а Амадея -  Томас (II). В спор в качестве миротворцев вмешались остальные братья и влиятельные вассалы.
23 июля 1234 года в Шильоне было подписано соглашение о разделе. Лексикон средневековья указывал, что Томас получил Пьемонт; Пьетро - Фукиньи, Пай де Жекс, Пай де Во, Шабле; Бонифаций - Буги): Филипп - Вьеннуа, а позднее Бресс.
Но ссора оставила свой отпечаток. 13 июля 1235 года Амадей IV дал Томасу (II) владения у Авельяна в землях бывшей Туринской марки. А 23 сентября 1235 года Амадей IV оставил своё первое завещание в котором своим наследником указал Томаса (II), а не следующего по старшинству Аймона. Но это вызвало протесты со стороны зятьев Манфреда III Салуццийского и Бонифация II Монфератского расчитывавших после округлить владения после смерти Амадея. И в декабре 1235 года Амадей был вынужден уступить им Суза, Авильяна, Кавур, Вигоне, Мирадоло, оставляя за собой узуфрукт (право пользования ими) и право распорядиться в пользу той дочери, у которой будут сыновья. В 1237 году Аймон умер и его владения получил Амадей. Но в 1234/1236 году Пьетро женился на Агнес де Фосиньи основав свое владение
13/19 июля 1238 года Амадей IV  составил новое завещание, по которому вновь его наследником назначался Томас (II), но если у Томаса не будет сыновей то наследниками назначались Пьетро, а затем Филипп. 

### В войнах гвельфов и гибеллинов
Был активным сторонником императора Фридриха II. Амадей приобрёл земли в Во и нижнем Валлисе (Valais). Сближению способствовало то, что в 1236 году племянница Амадея - Элеонора, стала женой Генриха III Английского, а сестра Генриха - Изабелла стала женой императора. 
В 1238 году Амадей в награду за поддержку против ломбардцев получил от императора титулы герцога Шабле и Аосты (Duc de Chablais and Aosta) и имперского викария северной Италии. Но при осаде Брешии возникли разногласия: брат Амадея - Гульельмо, прибыл к императору чтобы тот утвердил его епископом Льежа. Но император отказался. После ответа Фридриха II Гульельмо отправился в Рим и получил инвеституру от папы. В 1239 году Фридриха II отлучили от церкви, вероятно под влиянием братьев Амадей отошёл от поддержки императора. 
2 ноября 1240 года Амадей IV оставил новое завещание. По нему он завещал брату Томасу (II) Фландрскому все владения в Италии при условии, что тот заплатит  компенсацию другим претендентам. В 1243 году после того как брат Амадея Томас, сблизился с императором папский легат отлучил их от церкви. Амадей попросил папу об отмене этого и приняв Иннокентия IV осенью 1244 во время поездки того (через Асти, Турин, Сузу) в Лион, проводил через перевал Мон-Сени получил некоторые уступки. 
В марте 1244 году было подписано мирное соглашение между епископом Лозанны, с одной стороны, и Амадеем и Пьетро Савойскими, с другой. В 1245 году на Лионском соборе Иннокентий IV с нарушением формальных процедур низложил императора Фридриха. Фридрих II призвал королей поддержать его. Сословие рыцарей опасавшихся посягательства церкви на их права поддержало императора В 1245 году Амадей был среди принцев и коммун, поддержавших императора. Фридрих II пообещал Амадею продажу Риволи. Но Амадей IV выступал против возможного брака своей племянницы Беатрисы с сыном Фридриха - Конрадом IV, так как опасался что это приведет к усилению штауфенского влияния не только в Провансе, но и на его землях.
В 1246 году Амадей IV открыто встал на сторону императора, выдавая себя за миротворца между ним и папой. В мае 1247 года он был в Турине с императором, который рассчитывая на поддержку графа передал Риволи. Овдовевший в 1244 году Томас, брат Амадея, пообещал жениться на дочери императора Фридриха. После того как Бонифаций Монферратский перешёл на сторону папы, помощь Савойи стала более ценной для императора. В 1247 году Фридрих II поручил Амадею IV поехать в Лион, чтобы договориться о примирении с папой Иннокентием IV. И хотя миссия не удалась император передал брату Амадея - Томасу через инвеституру Турин, Иврею. А также назначил Томаса имперским викарием. 
В 1248 году император Фридрих II признал права Амадея на Турин. После смерти императора в 1250 году Амадей IV получил от римского папы Иннокентия IV требования вернуть церкви те земли что передал графу император. Но брак Томаса с племянницей папы Беатрисой Фиески позволил отложить вопрос.  А в мае 1252 года Томас привес брату прощение за предыдущие отлучения. Осенью этого года Амадей заболел и вновь написал завещание.

## Смерть
В завещании от 19 сентября 1252 года наследником Амадея IV назван его сын Бонифаций, а его опекуном брат Томас II Савойский. Кроме них в завещании названы: дочь Беатриса, жена Манфреда маркграфа Салуццо, Маргарита жена Бонифация Монфератского, жена Сесилия и дочь Беатриса-младшая. В завещании от 24 мая 1253 года, назначает наследником своего сына Бонифация под опекой Томаса Савойского, дочерям Беатрисе-старшей и Маргарите завещал замок «Монти Мелиани» ("castrum Montis Meliani") и желал, чтобы его похоронили в Откомбе.
Амадей умер летом 1253 года. Fondation for Medieval Genealogy пишет, что в Откомбе на эпитафии указана дата "III Id Jul" 1253 года, но Fondation for Medieval Genealogy датирует смерть 13 июля 1253 года  Франческо Когнассо в Биографической итальянской энциклопедии указывал что Амадей умер 11 июля, а похоронен 13 июля 1253 года. Genealogie-mittelalter указывала 13 июля 1253 года
В Большой каталонской энциклопедии ошибочно указан 1263 год.   
Амадею наследовал его малолетний сын Бонифаций, при опеке Томаса.

## Семья
28 апреля 1213 года Амадей IV Савойский был обручен с Агнессой, дочерью Бонифация
Амадей IV Савойский был несколько раз женат:
Первый брак
- или Маргарита (около 1192-около 1228/1230 или около 1242), дочь Андре Бургундского графа Альбон, дофина Вьеннского. Брак с 1221/1222 года
- или Маргарита /Анна Бургундская (1192—1243), дочь Гуго III, герцога Бургундии. Брак с 1228/1230 или 1222 года

Дети:
1. Беатриса (к 4 мая 1223 — к 1259), жена 1) с 1233 года Манфреда III Салуццо (?—1244) и 2) с 21 апреля 1247 года Манфреда Сицилийского[22]
2. Маргарита (1224/1228 — 1254/1264), жена 1) с 9 декабря 1235 года Бонифация II Монфератского и 2) Аймара III, графа Валентинуа[23]

Второй (или третий) брак с 1244 года
- Сесилия де Бо (?—1275) Passerose, дочь Барраля I де Бо

- Бонифаций (ок. 1244—1263), граф Савойи (1253 — 7 июня 1263) правил под опекой своего дяди Томаса. Участвовал в неудачных для Савойи кампаниях во Фландрии и Савойе. Умер в Турине[25].
- Беатриса Савойская (1250 — ноябрь 1290/23 февраля 1292), жена 1) с 1258/1268 Пьера Шалонского (?—1272/1274) и 2) с 1275 года дона Хуана Мануэля Кастильского (1234—1283); мать писателя дона Хуана Мануэля[26]
- Элеонора Савойская, жена с 1269 года Гишара (-1270), сына Рено, графа Форе[27]
- Констанция Савойская (умерла к 14 января 1264)[28]